# Phyllophaga sandersoniana
Phyllophaga sandersoniana är en skalbaggsart som beskrevs av Moron 1992. Phyllophaga sandersoniana ingår i släktet Phyllophaga och familjen Melolonthidae. Inga underarter finns listade i Catalogue of Life.